# Liphistius tham
Liphistius tham är en spindelart som beskrevs av Sedgwick och Peter J. Schwendinger 1990. Liphistius tham ingår i släktet Liphistius och familjen ledspindlar.
Artens utbredningsområde är Thailand. Inga underarter finns listade i Catalogue of Life.